# 袋形关木通
袋形关木通（学名：Isotrema saccatum）是马兜铃科关木通属的一种植物。分布于尼泊尔和锡金。模式标本产地为尼泊尔
叶片长卵形至卵状披针形, 嫩时叶背密被近贴生丝质柔毛; 檐部小, 裂片暗红色, 密被暗红色绒毛; 喉口黄色。
袋形关木通的分类存在争议。部分研究者认为管兰香与袋形关木通为同一物种，但更多研究者认为二者是不同物种。